# 阿爾梅達 (葡萄牙)
40°43′N 6°54′W / 40.717°N 6.900°W
阿爾梅達（葡萄牙語：Almeida，葡萄牙語發音：[awˈmɛjdɐ]），是葡萄牙的城鎮，位於該國中北部，由瓜達區負責管轄，始建於1296年，面積517.99平方公里，2011年人口7,242，該城鎮人口密度每平方公里13.98人。